# یادگیری تطبیقی
یادگیری تطبیقی (انگلیسی: Adaptive learning) که به عنوان آموزش هوشمند نیز شناخته می‌شود، یک روش آموزشی است که از هوش مصنوعی با اتکا به علوم پرورشی و روان‌شناسی برای سازماندهی و تنظیم تعامل و ارائه منابع و فعالیت‌های مناسب ویژه فرد استفاده می‌کند.
همان‌طور که به رسم آموزش سنتی، دانش آموز و شیوه آموزشی به امتحان گذاشته می‌شوند تا نیازهای خاص دانش آموز شناسایی شده و کارایی شیوه آموزشی مسلم شود، در آموزش هوشیار نیز اساس بر آزمون‌های منظم از دانش آموز و بازخوردهای عملی از او در حین روند آموزش است. با این تفاوت که سرعت و دقت کامپیوتر در برآورد وضعیت دانش آموز و تنظیم برنامه مناسب نیازهای خاص وی به مراتب بیشتر از نیروی صرفاً انسانی است. ضمن آنکه محدودیت در انتخاب مکان، زمان و سرعت آموزش تقریباً برداشته شده و به اختیار دانش آموز قابل تغییر و تنظیم است.
تحقیقات انجام شده، به ویژه در محیط‌های آموزشی ایالات متحده، موفقیت شیوه یادگیری تطبیقی را در تقویت میزان یادگیری دانش آموزان نشان داده است. در میان ۳۷ مورد تحت مطالعه که اثرات یادگیری انطباقی را براساس نتایج به دست آمده توسط دانش آموز بررسی کردند، ۳۲ مورد یعنی۸۶ درصد، اثرات مثبت و پیشرفت دانش آموز را گزارش کردند.
ابداع آموزش هوشمند تا حدی ناشی از این درک است که یادگیری متناسب با استفاده از رویکردهای سنتی و غیر انطباقی در مقیاس بزرگ قابل دستیابی نیست. سیستم‌های یادگیری تطبیقی تلاش می‌کنند تا دانش آموز را از گیرنده منفعل اطلاعات، به شریکی فعال در فرایند آموزشی تبدیل کنند. هرچند کاربرد اصلی سیستم‌های آموزش هوشمند در امور تحصیلی است، اما در آموزش نیروی کار نیز کاربرد دارد.